# إرلينغ جيبسن
إرلينغ جيبسن (بالدنماركية: Erling Jepsen) (14 مايو 1956 في الدنمارك)؛ كاتب مسرحي، كاتب سيناريو وروائي دنماركي.

## روابط خارجية
- إرلينغ جيبسن على موقع IMDb (الإنجليزية)
- إرلينغ جيبسن على موقع قاعدة بيانات الفيلم (الإنجليزية)